# Molandier
Molandier – miejscowość i gmina we Francji, w regionie Oksytania, w departamencie Aude.
Według danych na rok 1990 gminę zamieszkiwało 218 osób, a gęstość zaludnienia wynosiła 11 osób/km² (wśród 1545 gmin Langwedocji-Roussillon Molandier plasuje się na 694. miejscu pod względem liczby ludności, natomiast pod względem powierzchni na miejscu 382.).

## Zabytki
Zabytki w miejscowości posiadające status Monument historique:
- kościół Wniebowzięcia Najświętszej Marii Panny (Église de l'Assomption-de-Notre-Dame)